# Tarde para morir joven
Tarde para morir joven è un film del 2018 diretto da Dominga Sotomayor Castillo.